# 決戰阿拉斯加
是一部1999年的喜劇電影，由傑·洛奇執導，關於一個小鎮的冰上曲棍球隊與國家冰上曲棍球聯盟中的紐約遊騎兵比賽的故事。

## 演員
- 羅素·克洛 飾 警長John Biebe
- 漢克·阿扎里亞 飾 Charles Danner
- 瑪麗·瑪寇梅可（英语：Mary McCormack） 飾 Donna Biebe
- 畢·雷諾士 飾 法官Walter Burns
- 寇姆·明尼（英语：Colm Meaney） 飾 市長Scott R. Pitcher
- 洛莉塔·黛維琪（英语：Lolita Davidovich） 飾 Mary Jane Pitcher
- 摩瑞·查肯（英语：Maury Chaykin） 飾 Bailey Pruitt
- 朗·埃達德 飾 Matt "Skank" Marden
- Michael Buie 飾 Connor Banks
- 萊恩·諾思科特（英语：Ryan Northcott） 飾 Stevie Weeks
- 貝絲·萊特福特（英语：Beth Littleford） 飾 Janice Pettiboe
- 凱文·杜蘭 飾 "Tree" Lane
- 史考特·格瑞恩斯 飾 Brian "Birdie" Burns
- 傑森·格雷-史丹佛 飾 Bobby Michan
- 亞當·貝奇（英语：Adam Beach） 飾 Galin Winetka
- Leroy Peltier 飾 Ben Winetka
- 卡麥隆·班克夫（英语：Cameron Bancroft (actor)） 飾 "Tinker" Connolly
- 邁克爾·麥基恩 飾 Mr. Walsh
- 瑞秋·威森（英语：Rachel Wilson） 飾 Marla Burns
- 梅根·普萊斯（英语：Megyn Price） 飾 Sarah Heinz
- 裘蒂絲·艾維（英语：Judith Ivey） 飾 Mrs. Joanne Burns
- 泰瑞·大衛·墨里根（英语：Terry David Mulligan） 飾 Dr. Henry Savage
- 麥克·邁爾斯 飾 Donnie Shulzhoffer
- 吉姆·福克斯（英语：Jim Fox (ice hockey)） 飾 他自己
- 菲爾·艾斯波西多（英语：Phil Esposito） 飾 他自己
- 小理查德 飾 他自己
- L. Scott Caldwell（英语：L. Scott Caldwell） 飾 Judge McGibbons
- 史帝夫·李維（英语：Steve Levy） 飾 他自己
- 貝瑞·梅洛斯（英语：Barry Melrose） 飾 他自己